# Joe Hamilton
James "Joe" Hamilton jr.  (Lexington, Kentucky, 5 de julio de 1948) es un exjugador de baloncesto estadounidense que disputó seis temporadas en la ABA y unos cuantos partidos en la EBA. Con 1,78 metros de estatura, jugaba en la posición de base.

## Trayectoria deportiva

### Universidad
Jugó dos temporadas con los Mean Green de la Universidad del Norte de Texas, siendo incluido en el mejor quinteto de la Missouri Valley Conference en 1970, cuando promedió 22,3 puntos y 3,9 rebotes por partido, mientras que el año anterior lo hizo en el segundo equipo, con 20,4 puntos y 3,4 rebotes por encuentro.

### Profesional
Fue elegido en el puesto 152 del Draft de la NBA de 1970 por Milwaukee Bucks, y en el draft de la ABA por los Texas Chaparrals, equipo por el que acabó firmando. En su primera temporada promedió 15,7 puntos y 4,3 asistencias por partido, lo que le valió para ser incluido en el Mejor quinteto de rookies de la ABA.
Jugó tres años más en el equipo con sus diferentes denominaciones, y con la temporada 1973-74 ya avanzada, fue traspasado a los Kentucky Colonels a cambio de una futura ronda del draft. En los Colonels perdió su condición de titular, en manos de Louie Dampier. Tras ser despedido, firmó como agente libre con Utah Stars, con los que sólo llegó a disputar 13 partidos.

## Estadísticas de su carrera en la ABA

### Temporada regular
| Temporada | Edad | Equipo            | Liga | Pos. | P   | TIT | MIN  | TC  | TCA  | %TC  | 3P  | 3PA | %3P  | 2P  | 2PA  | %2P  | TL  | TLA | %TL  | R.OF. | R.DEF. | REB | ASIS | ROB | TAP | PER | FP  | PTS  |
| 1970-71   | 22   | Texas Chaparrals  | ABA  | PG   | 84  |     | 30.5 | 6.0 | 14.1 | .422 | 1.0 | 3.4 | .298 | 4.9 | 10.7 | .462 | 2.8 | 3.3 | .835 | 1.1   | 2.3    | 3.4 | 4.3  |     |     | 1.6 | 3.3 | 15.7 |
| 1971-72   | 23   | Dallas Chaparrals | ABA  | PG   | 82  |     | 23.9 | 3.9 | 9.6  | .401 | 0.6 | 1.6 | .348 | 3.3 | 8.0  | .411 | 2.5 | 3.1 | .785 | 0.5   | 1.9    | 2.4 | 2.9  |     |     | 1.3 | 2.5 | 10.7 |
| 1972-73   | 24   | Dallas Chaparrals | ABA  | PG   | 83  |     | 28.4 | 4.5 | 10.9 | .410 | 0.8 | 2.3 | .346 | 3.7 | 8.6  | .428 | 2.5 | 3.2 | .798 | 0.6   | 2.0    | 2.6 | 3.9  |     |     | 1.7 | 3.0 | 12.2 |
| 1973-74   | 25   | TOTAL             | ABA  | PG   | 73  |     | 26.9 | 4.5 | 11.4 | .397 | 0.5 | 2.0 | .257 | 4.0 | 9.5  | .426 | 1.6 | 2.0 | .818 | 0.5   | 1.7    | 2.3 | 3.3  | 1.0 | 0.1 | 1.5 | 2.1 | 11.2 |
| 1973-74   | 25   | San Antonio Spurs | ABA  | PG   | 43  |     | 32.9 | 5.3 | 13.6 | .390 | 0.4 | 2.0 | .221 | 4.9 | 11.6 | .420 | 2.1 | 2.6 | .836 | 0.6   | 2.1    | 2.7 | 3.8  | 1.2 | 0.0 | 1.9 | 2.1 | 13.2 |
| 1973-74   | 25   | Kentucky Colonels | ABA  | PG   | 30  |     | 18.2 | 3.4 | 8.3  | .412 | 0.6 | 1.9 | .310 | 2.8 | 6.4  | .443 | 0.8 | 1.1 | .758 | 0.4   | 1.2    | 1.6 | 2.7  | 0.8 | 0.1 | 1.0 | 2.1 | 8.3  |
| 1974-75   | 26   | Kentucky Colonels | ABA  | PG   | 9   |     | 13.8 | 1.7 | 4.4  | .375 | 0.3 | 0.6 | .600 | 1.3 | 3.9  | .343 | 0.6 | 0.7 | .833 | 0.2   | 1.0    | 1.2 | 2.3  | 0.4 | 0.0 | 1.0 | 1.4 | 4.2  |
| 1975-76   | 27   | Utah Stars        | ABA  | PG   | 13  |     | 10.1 | 2.4 | 6.0  | .397 | 0.5 | 1.6 | .286 | 1.9 | 4.4  | .439 | 0.7 | 1.0 | .692 | 0.4   | 0.7    | 1.1 | 1.2  | 0.6 | 0.0 | 0.5 | 0.9 | 5.9  |
| Total     |      |                   | ABA  |      | 344 |     | 26.4 | 4.5 | 11.1 | .408 | 0.7 | 2.3 | .312 | 3.8 | 8.9  | .433 | 2.3 | 2.8 | .807 | 0.7   | 1.9    | 2.6 | 3.5  | 0.9 | 0.1 | 1.5 | 2.6 | 12.0 |

### Playoffs
| Temporada | Edad | Equipo            | Liga | Pos. | P  | TIT | MIN  | TC  | TCA  | %TC  | 3P  | 3PA | %3P  | 2P  | 2PA  | %2P  | TL  | TLA | %TL   | R.OF. | R.DEF. | REB | ASIS | ROB | TAP | PER | FP  | PTS  |
| 1970-71   | 22   | Texas Chaparrals  | ABA  | PG   | 4  |     | 25.3 | 4.3 | 13.0 | .327 | 0.8 | 2.5 | .300 | 3.5 | 10.5 | .333 | 1.8 | 1.8 | 1.000 | 2.0   | 3.0    | 5.0 | 3.8  |     |     | 1.0 | 2.5 | 11.0 |
| 1971-72   | 23   | Dallas Chaparrals | ABA  | PG   | 4  |     | 22.3 | 3.8 | 11.5 | .326 | 0.8 | 3.3 | .231 | 3.0 | 8.3  | .364 | 1.8 | 2.3 | .778  |       |        | 2.8 | 3.3  |     |     | 0.5 | 2.5 | 10.0 |
| 1973-74   | 25   | Kentucky Colonels | ABA  | PG   | 7  |     | 18.4 | 2.3 | 6.7  | .340 | 0.9 | 2.0 | .429 | 1.4 | 4.7  | .303 | 1.9 | 2.4 | .765  | 0.4   | 2.9    | 3.3 | 3.0  | 0.6 | 0.0 | 2.4 | 2.6 | 7.3  |
| Total     |      |                   | ABA  |      | 15 |     | 21.3 | 3.2 | 9.7  | .331 | 0.8 | 2.5 | .324 | 2.4 | 7.2  | .333 | 1.8 | 2.2 | .818  | 1.0   | 2.9    | 3.6 | 3.3  | 0.6 | 0.0 | 1.5 | 2.5 | 9.0  |